# Гу-га
«Гу-га» — советская двухсерийная кинодрама, снятая по произведению Мориса Симашко в 1989 году. Премьера состоялась в апреле 1990 года.

## Сюжет
Действие фильма происходит в годы Великой Отечественной войны. В глубоком советском тылу, под Ташкентом готовятся новые офицерские кадры для Красной Армии. Молодые курсанты лётной школы прямо во время учёбы находят время и для встреч с девушками, и для потасовок с танкистами. Однажды курсант Борис Тираспольский отправляется на свидание к своей подруге Тамаре на учебном самолёте. Пока влюблённые занимаются любовью в колхозном саду, самолёт обнаруживает наряд НКВД. Борис и ещё двое курсантов приговором военного трибунала этапируются в тыловой штрафбат. Впрочем, первоначально они здесь не чувствуют себя сильно обездоленными — командир подразделения капитан Владимир Правоторов благоволит к провинившимся курсантам, а «блатные» ничего не могут сделать с юношами, которые уже поняли силу солдатской солидарности. Единственная проблема Тираспольского — постоянные ссоры со старшиной роты Кравцом.
Ситуация резко меняется, когда часть офицеров перебрасывают на запад, на линию фронта. Штрафников посылают в плотно заминированное болото, а с тыла расположился заградотряд. В роту добавляют солдата Даньковца, который выдаёт себя за одессита и даже показательно обижается на Тираспольского, который отказывается признать в новом сослуживце земляка. Даньковец постоянно даёт как солдатам, так и командирам ценные советы, а однажды даже берёт «языка», но отказывается покидать роту.
Получив от командования приказ — силами роты захватить немецкий дот, Правоторов поднимает своих людей в атаку. Штрафники захватывают дот и в ожесточённом бою отбивают две контратаки немцев. Тираспольский заменяет тяжело раненого Правоторова. После боя командир заградотряда приказывает штрафникам сдать оружие, и те в бессильной ярости расстреливают боезапас в воздух, устроив салют своей победе.

## В ролях
- Андрей Толубеев — капитан Владимир Правоторов
- Алексей Волков — Борис Тираспольский, курсант, любовник Тамары Николаевны
- Вера Сотникова — Тамара Николаевна, учительница ботаники, жена майора Красной Армии
- Александр Соловьёв — Иванов
- Алексей Горбунов — Даньковец
- Николай Холошин — Кудрявцев
- Александр Калугин — Александр Бочков
- Константин Шафоренко — Ченцов
- Сергей Скрипкин — Сирота
- Владимир Носик — Никитин
- Михаил Шулейкин (Михаил Крылов)
- Саид-Мурат Зияутдинов — бухгалтер
- Александр Завьялов — Сержант Кравец

## Съёмочная группа
- Режиссёр — Виллен Новак
- Сценарист — Анатолий Усов
- Оператор — Вадим Авлошенко
- Композитор — Виктор Власов
- Художник — Лариса Токарева